# Macrauchenia
Macrauchenia (uitspraak  ma-crau-che-ni-a met de klemtoon op de derde lettergreep) is een geslacht dat als enige soort Macrauchenia patachonica omvat. Het is een uitgestorven zoogdier dat behoort tot de orde van de Litopterna, een groep van primitieve Zuid-Amerikaanse hoefdieren. Macrauchenia betekent lange lama. Auchenia was de oude Latijnse benaming voor lama en het komt oorspronkelijk van het Oudgriekse woord voor nek, αὐχήν (auchēn). Μακρός (makros) is het Oudgriekse woord voor groot of lang.

## Geschiedenis
Macrauchenia leefde van ongeveer 7 miljoen jaar (tijdvak Mioceen) tot zo'n 20.000 jaar (tijdvak Pleistoceen) geleden. Macrauchenia is waarschijnlijk ontstaan uit Theosodon of een aan deze soort nauw verwante litopterne.
Na het uiteenvallen van Pangaea waren Noord- en Zuid-Amerika lange tijd niet met elkaar verbonden. Zuid-Amerika was miljoenen jaren lang een geïsoleerd liggend continent, net zoals Australië nu. In dit isolement konden de in Zuid-Amerika aanwezige vogels (bijvoorbeeld Phorusrhacos) en de buidelroofdieren (bijvoorbeeld Thylacosmilus) de bestaande biologische niches opvullen en zich tot toppredatoren ontwikkelen. De Notungulata, de Litopterna en de Xenungulata waren de hoefdiergroepen die alleen in Zuid-Amerika voorkwamen. Noord- en Zuid-Amerika bewogen zich gedurende het Kenozoïcum in westelijke richting en zo'n vijf miljoen jaar geleden, tijdens het Plioceen, ontstond daarbij de landengte van Panama. Over deze landengte kwamen de noordelijke hoefdieren en roofdieren Zuid-Amerika binnen en trokken verschillende soorten uit Zuid-Amerika naar het noorden. Door deze invasie stierven vrijwel alle inheemse hoefdieren van Zuid-Amerika uit. Slechts enkele soorten wisten de invasie te overleven, de litopternen Macrauchenia en Windhausenia en de grote notungulaten Toxodon en Mixotoxodon. Deze laatste oorspronkelijke Zuid-Amerikaanse hoefdieren stierven uiteindelijk aan het einde van het Pleistoceen uit, samen met een groot aantal andere dieren op het Amerikaanse continent (onder andere Amerikaanse olifanten, paarden, sabeltandkatten en grondluiaards).

## Anatomie
Macrauchenia was samen met Windhausenia de laatst overgebleven soort van de Litopterna en behoorde tot een unieke groep hoefdieren. Het dier had paard- en kameelachtige kenmerken.
Macrauchenia was drie meter lang en had een schouderhoogte van 1,5 meter. Het meest opvallende kenmerk aan Macrauchenia was de schedel. De neusgaten zaten boven op de kop. Wetenschappers dachten vroeger dat de neusgaten als een soort blaasgat werd gebruikt (zoals bij walvissen) en dat het dier in het water leefde. Deze theorie werd verworpen nadat er meer skeletresten werden gevonden. De holtes in de botten van het voorhoofd geven weer dat het aanhechtpunten zijn voor goed ontwikkelde spieren. Men veronderstelt dat Macrauchenia een kort slurfachtig reukorgaan had, ongeveer zoals bij de tapirs.
De enkelgewrichten van Macrauchenia waren heel stevig en schokbestendig. De onderbenen van de voorpoten waren veel langer dan de bovenbenen, bij de achterpoten is het net andersom. Dit zorgde ervoor dat Macrauchenia snel, wendbaar en bewegelijk was. Dit dier kon dus snel van richting veranderen tijdens het rennen. De voet van Macrauchenia bestond uit drie tenen.
Over de kleur van de vacht van Macrauchenia is niets bekend. Wetenschappers kunnen alleen maar uitgaan van bestaande dieren die in vergelijkbare omstandigheden leven zoals de lama's in Zuid-Amerika en de antilopen in Afrika. Op basis daarvan denken zij dat Macrauchenia een zandkleurige vacht had.

## Leefwijze
Macrauchenia was een planteneter. Wetenschappers hebben dit kunnen achterhalen aan de hand van het gebit. Macrauchenia gebruikte zijn slurf voor het oppakken van dingen, vooral voedsel in bomen en op de grond. Over het gedrag van Macrauchenia is heel weinig bekend. Verondersteld wordt dat dit dier in kuddes leefde. Het leven in kuddes bracht verschillende voordelen met zich mee, zoals bescherming tegen roofdieren.

## Vijanden
De voornaamste natuurlijke vijand van Macrauchenia na het ontstaan van de landengte was de sabeltandkat Smilodon populator. Smilodon was een zwaar, sterk dier dat niet snel van richting kon veranderen als hij achter zijn prooi aan zat. Macrauchenia was heel wendbaar en kon Smilodon gemakkelijk ontwijken.

## Fossielen
Het eerste skelet van Macrauchenia werd in het begin van de negentiende eeuw ontdekt door Charles Darwin in Patagonië (Argentinië) tijdens zijn beroemde reis aan boord van de Beagle. Vanaf dat moment zijn er meer skeletresten gevonden in voornamelijk Patagonië, hoewel er ook fossielen van Macrauchenia zijn opgegraven in  Bolivia en Venezuela.